# Ambasada RP w Pretorii
Ambasada Rzeczypospolitej Polskiej w Republice Południowej Afryki z siedzibą w Pretorii (ang. The Embassy of the Republic of Poland in Pretoria) – polska misja dyplomatyczna w stolicy egzekutywnej Republiki Południowej Afryki.
Ambasador RP rezydujący w Pretorii, oprócz Republiki Południowej Afryki, akredytowany jest również w Republice Botswany, Królestwie Lesotho, Republice Mozambiku, Republice Namibii, Królestwie Eswatini, Republice Zambii i Republice Zimbabwe.

## Struktura placówki
- Sekretariat
- Wydział Konsularny
- Referat Polityczny
- Referat Administracyjno-Finansowy

## Historia

### Republika Południowej Afryki
Półoficjalne kontakty pomiędzy oboma krajami datowane są od 1988. Od 1991 istniało Biuro Interesów w Pretorii. Polska nawiązała stosunki dyplomatyczne z Republiką Południowej Afryki w grudniu 1991 na szczeblu ambasad. Jednocześnie Biuro Interesów w Pretorii przemianowane zostało na ambasadę.

### Botswana
Polska nawiązała stosunki dyplomatyczne z Botswaną 22 listopada 1978 na szczeblu ambasad. W 1990 otwarto Ambasadę RP w Gaborone, której głównym zadaniem była obsługa konsularna Polonii w RPA, z którym to państwem Polska nie utrzymywała stosunków dyplomatycznych. Placówka ta została zlikwidowana już rok później po otwarciu Biura Interesów w Pretorii.

### Lesotho
Polska nawiązała stosunki dyplomatyczne z Lesotho 20 grudnia 1978. W tym kraju nigdy nie istniała polska placówka dyplomatyczna. Od 1989 do 1990 akredytowani byli tam ambasadorzy RP w Harare (Zimbabwe), a następnie ambasadorzy RP w Pretorii.

### Mozambik
Polska nawiązała stosunki dyplomatyczne z Mozambikiem 25 czerwca 1975. Początkowo akredytowani byli tam ambasadorzy RP w Dar es Salaam (Tanzania). W latach 1978–1990 działała Ambasada PRL w Maputo. Od jej zlikwidowana w Mozambiku akredytowani są ambasadorzy RP w Pretorii.

### Namibia
Polska nawiązała stosunki dyplomatyczne z Namibią 21 marca 1990. W tym kraju nigdy nie istniała polska placówka dyplomatyczna. Akredytowani są tam ambasadorzy RP w Pretorii.

### Eswatini
Polska nawiązała stosunki dyplomatyczne z Eswatini (wówczas Suazi) 11 maja 1990. W tym kraju nigdy nie istniała polska placówka dyplomatyczna. Akredytowani są tam ambasadorzy RP w Pretorii.

### Zambia
Polska uznała niepodległość Zambii w kwietniu 1965. Stosunki dyplomatyczne pomiędzy oboma krajami nawiązano w czerwcu 1966. W latach 1967–1970 w Lusace działała polska placówka handlowa. Od 1970 akredytowani byli tam ambasadorzy PRL w Dar es Salaam, od 1990 ambasadorzy RP w Harare, a od jej zlikwidowania w 2008 ambasadorzy RP w Pretorii.

### Zimbabwe
Polska nawiązała stosunki dyplomatyczne z Zimbabwe w 1981. W 1985 otwarto ambasadę w Harare, która istniała do 2008. Od tego roku w Zimbabwe akredytowany jest ambasador RP rezydujący w Pretorii.

## Konsulaty RP
Konsulaty honorowe RP na terenie działalności ambasady:
- Mozambik:
  - Maputo
- Południowa Afryka:
  - Durban
- Zambia:
  - Lusaka
- Zimbabwe:
  - Harare